# Kodeks cywilny zachodniogalicyjski
Kodeks cywilny zachodniogalicyjski – kodeks cywilny powstały w Austrii, wprowadzony w Galicji Zachodniej, a następnie w Galicji Wschodniej (1797).
Kodeks był oparty na prawie natury, ale zawierał regulacje o charakterze feudalnym, dotyczące m.in. prawa własności. Kodeks ten całkowicie uchylił stosowanie na terenie Galicji dawnego prawa polskiego. Przed jego wprowadzeniem na terenie zaboru austriackiego obowiązywały jedynie cząstkowe austriackie regulacje prawne (m.in. prawo wekslowe - od 1775, prawo małżeńskie - regulowane przez Ehepatent z 1783). Kodeks cywilny zachodniogalicyjski wprowadzono jedynie na terenie Galicji dla sprawdzenia jego przydatności praktycznej. Stał się wzorem dla ogólnoaustriackiego kodeksu ABGB.